# Dunaharaszti felső megállóhely
Dunaharaszti felső megállóhely egy HÉV-megállóhely Dunaharaszti településen, a MÁV-HÉV Helyiérdekű Vasút Zrt. (MÁV-HÉV) üzemeltetésében. A település északi részén helyezkedik el, közvetlenül az 510-es főút mellett.

## Forgalom
| Járat | Útvonal | Gyakoriság       |
| ----- | --- | ---------------- |
|       | Budapest, Közvágóhíd – Pesterzsébet felső – Torontál utca – Soroksár felső – Soroksár, Hősök tere – Szent István utca – Millenniumtelep – Dunaharaszti felső – Dunaharaszti külső | Napi 2–7         |
|       | Budapest, Közvágóhíd – (Kén utca –) Pesterzsébet felső – Torontál utca – Soroksár felső – Soroksár, Hősök tere – Szent István utca – Millenniumtelep – Dunaharaszti felső – Dunaharaszti külső – Szigetszentmiklós – József Attila-telep – Szigetszentmiklós alsó – Szigetszentmiklós-Gyártelep – Szigethalom – Szigethalom alsó – Tököl                                                                                             | 20-60 percenként |
|       | Budapest, Közvágóhíd – (Kén utca –) Pesterzsébet felső – Torontál utca – Soroksár felső – Soroksár, Hősök tere – Szent István utca – Millenniumtelep – Dunaharaszti felső – Dunaharaszti külső – Szigetszentmiklós – József Attila-telep – (Szigetszentmiklós alsó –) Szigetszentmiklós-Gyártelep – Szigethalom – Szigethalom alsó – Tököl – Szigetcsép – Szigetszentmárton-Szigetújfalu – (Horgásztanyák – Angyalisziget –) Ráckeve | 20-60 percenként |